# フォーミュラ・リージョナル・ジャパニーズ・チャンピオンシップ
フォーミュラ・リージョナル・ジャパニーズ・チャンピオンシップは、2020年より日本国内で行われている、国際自動車連盟（FIA）のフォーミュラ・リージョナル（FR）車両による自動車競技シリーズ。

## 概要
日本国内では、2019年まで若手ドライバー育成カテゴリーとして、FIA F3規定に沿った「全日本F3選手権」が開催されていた。しかし、2010年代後半に入りFIAがF3に対する改革を相次いで行った結果、F3はFIA直轄カテゴリーの「FIA F3」、並びに特定の地域・国のみで争われる「フォーミュラ・リージョナル」の2種類に再編されることとなり、どちらもシャシー及びエンジンがワンメイクであることが必須要件となったため、マルチメイクであった全日本F3は、この要件を受け入れずシリーズを終了した。
このため、2020年よりスーパー耐久シリーズのプロモーターであるK2プラネットが主体となり、同社内に設けられた「フォーミュラ・リージョナル事務局」がFIA規定に準拠したシリーズを開催することとなった。
シリーズ上位入賞者にはスーパーライセンス獲得に必要になるライセンスポイントが与えられる予定だが、シリーズ出走台数が16台以上となることが付与の条件とされている。ドライバーライセンスは、18歳以上国内Aライセンス、もしくは国際Cまたは国際Bライセンス保有者。レースフォーマットは、予選15分×2回、25～35分の決勝を2～3回開催となる。また、全日本F3に存在した「マスタークラス」を受け継ぐ形で、本シリーズにもジェントルマンドライバーを対象とした「マスタークラス」が設けられる。
また、ドライビングアドバイザーには加藤寛規が起用された。
2020年シリーズは全6大会を予定し、開幕戦は同年6月の富士24時間レース、最終戦は10月のFIA 世界耐久選手権（WEC）富士ラウンドと併催されるとされていたが、新型コロナウイルス感染症の流行の影響から開幕は遅れ、同年8月に第1戦が行われた。
レースプロモーションについては、Round 5 及び Round 6 のみレースの模様がYouTubeにより無料配信された。
2021年シーズンより、フォーミュラリージョナル事務局は、ニューパシフィック スポーツ マーケティング株式会社が引き継ぐ事となった。
2026年シーズンより、フォーミュラ・リージョナルの単独タイヤサプライヤーがピレリに指名され、ダンロップから変更される。

## 車両
シャーシはフォーミュラ・リージョナル規定に準拠した童夢・F111/3、エンジンはアウトテクニカ・モトーリがチューニングしたアルファロメオ製 1,750cc 直列4気筒 ターボエンジンを使用。
タイヤはダンロップ、オイルはMOTULのワンメイク。

## 歴代チャンピオン
- （）内は所属チーム。

| 年   | ドライバー                                         | チーム                      |
| ---- | -------------------------------------------------- | --------------------------- |
| 2020 | 阪口晴南 （SUTEKINA RACING TEAM）                  | SUTEKINA RACING TEAM        |
| 2021 | 古谷悠河 （TOM'S YOUTH）                           | TOM'S YOUTH                 |
| 2022 | 小山美姫 （Super License）                         | Super License               |
| 2023 | 小川颯太 （Bionic Jack Racing）                    | SUTEKINA RACING TEAM        |
| 2024 | ミハエル・サウター （BIRTH RACING PROJECT【BRP】） | BIRTH RACING PROJECT【BRP】 |

### マスタークラス
- 40歳以上のジェントルマンドライバーと、女性ドライバーが対象
- （）内は所属チーム。

| 年   | ドライバー               |
| ---- | ------------------------ |
| 2020 | 今田信宏 （JMS Racing）  |
| 2021 | 畑享志 （Super License） |
| 2022 | HIROBON （Rn-sports）    |
| 2023 | 近藤善嗣 （Rn-sports）   |
| 2024 | YUGO （N-SPEED）         |